# Synagoge (Nowy Korczyn)

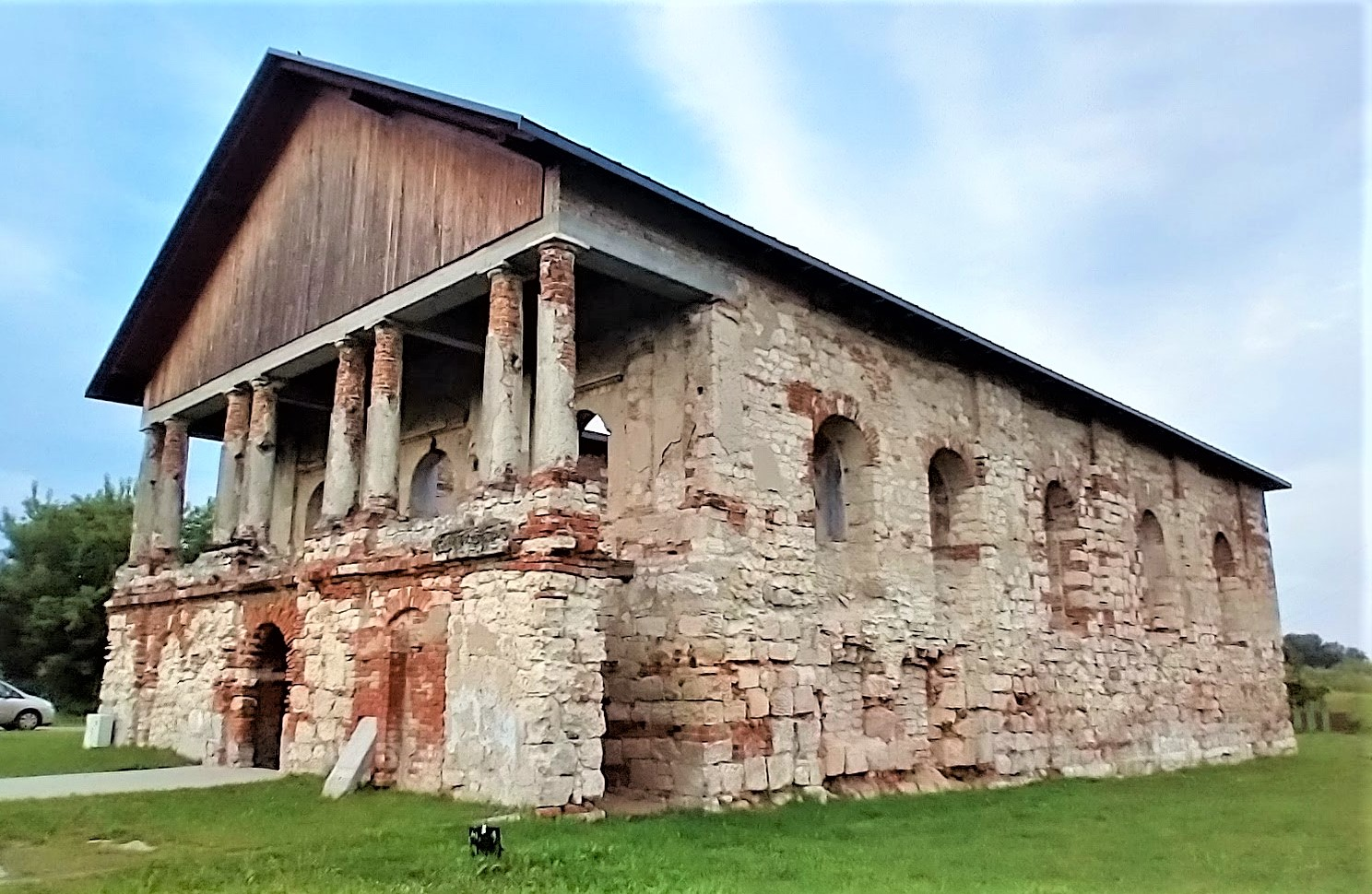
Synagogengebäude 2020

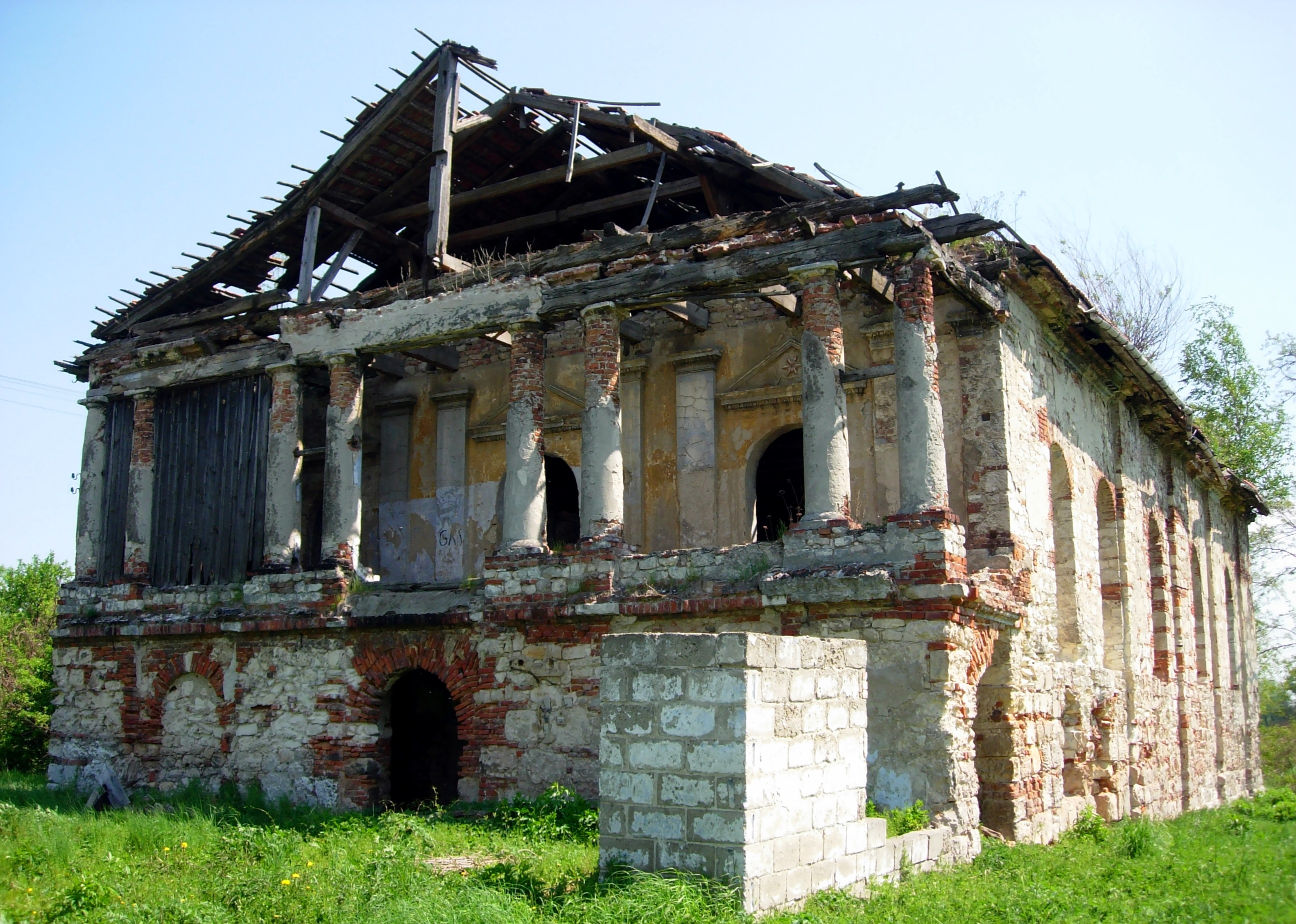
Synagogengebäude 2006

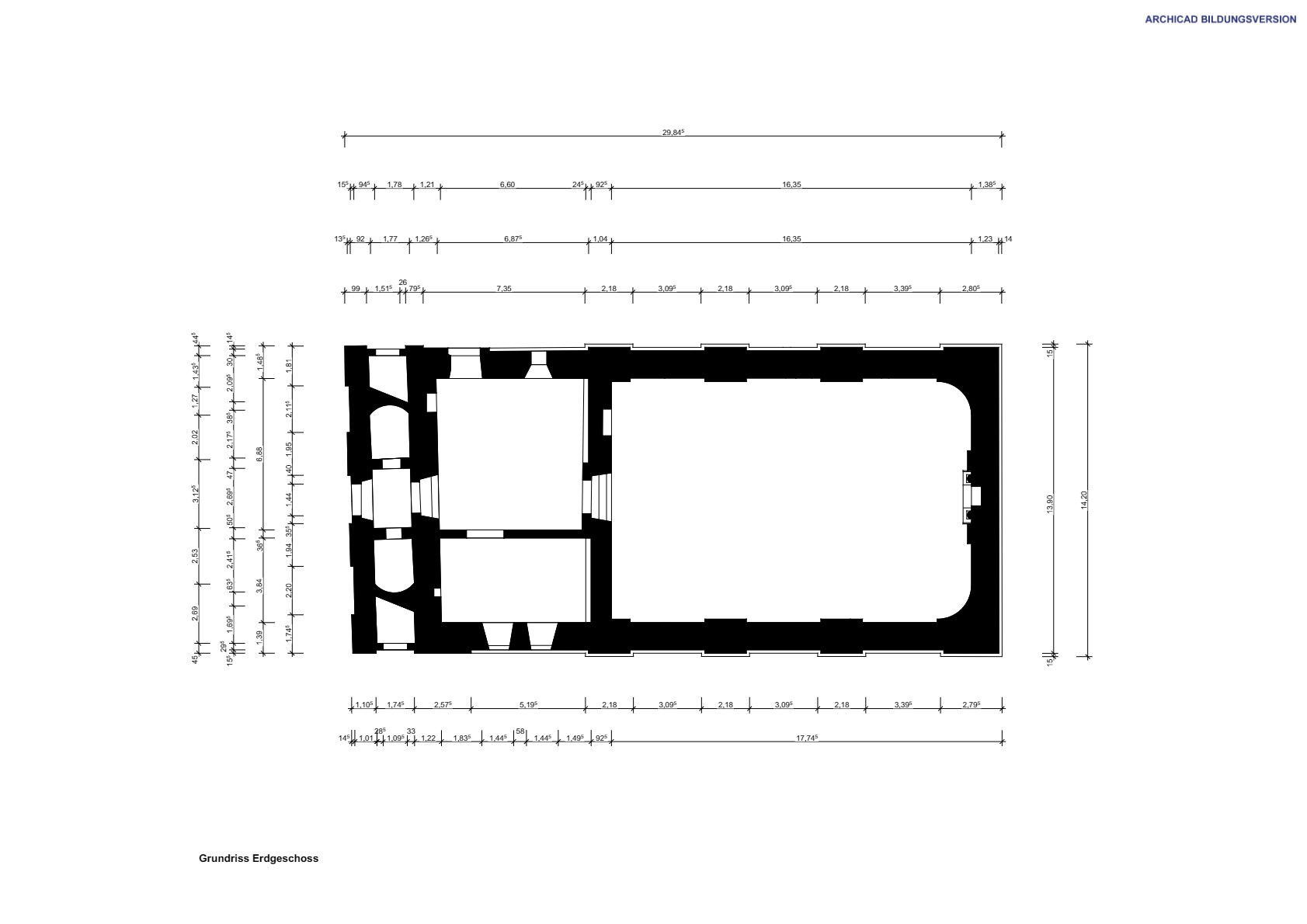
Reinzeichnung Grundriss EG, 2023

Die Synagoge in Nowy Korczyn, einer polnischen Stadt in der Woiwodschaft Heiligkreuz, wurde Mitte des 17. Jahrhunderts gebaut.

## Geschichte
Der polnische König Johann II. Kasimir gab 1659 den Juden in Nowy Korczyn die Erlaubnis zum Bau einer Synagoge. Dazu wurden wahrscheinlich die Steine des im Zweiten Nordischen Krieg (1655–1660) von den Schweden zerstörten Schlosses verwendet.
Im Großen Nordischen Krieg (1700–1721) wurde das Gebäude niedergebrannt und 1714 wieder aufgebaut. Höchstwahrscheinlich wurde dabei auch das Vestibül an der Westseite hinzugefügt.
Größere Umbauten geschahen 1846; dabei wurde vor dem Vestibül der Portikus mit den Säulen und Treppenaufgängen zu dem Frauenbereich errichtet.
Während der Deutschen Besetzung Polens im Zweiten Weltkrieg wurde auf halber Höhe ein zweites Stockwerk eingezogen und das Gebäude als Lager genutzt.
Später verfiel es dann immer mehr, obwohl es bereits seit 1958 als Kulturdenkmal anerkannt war.

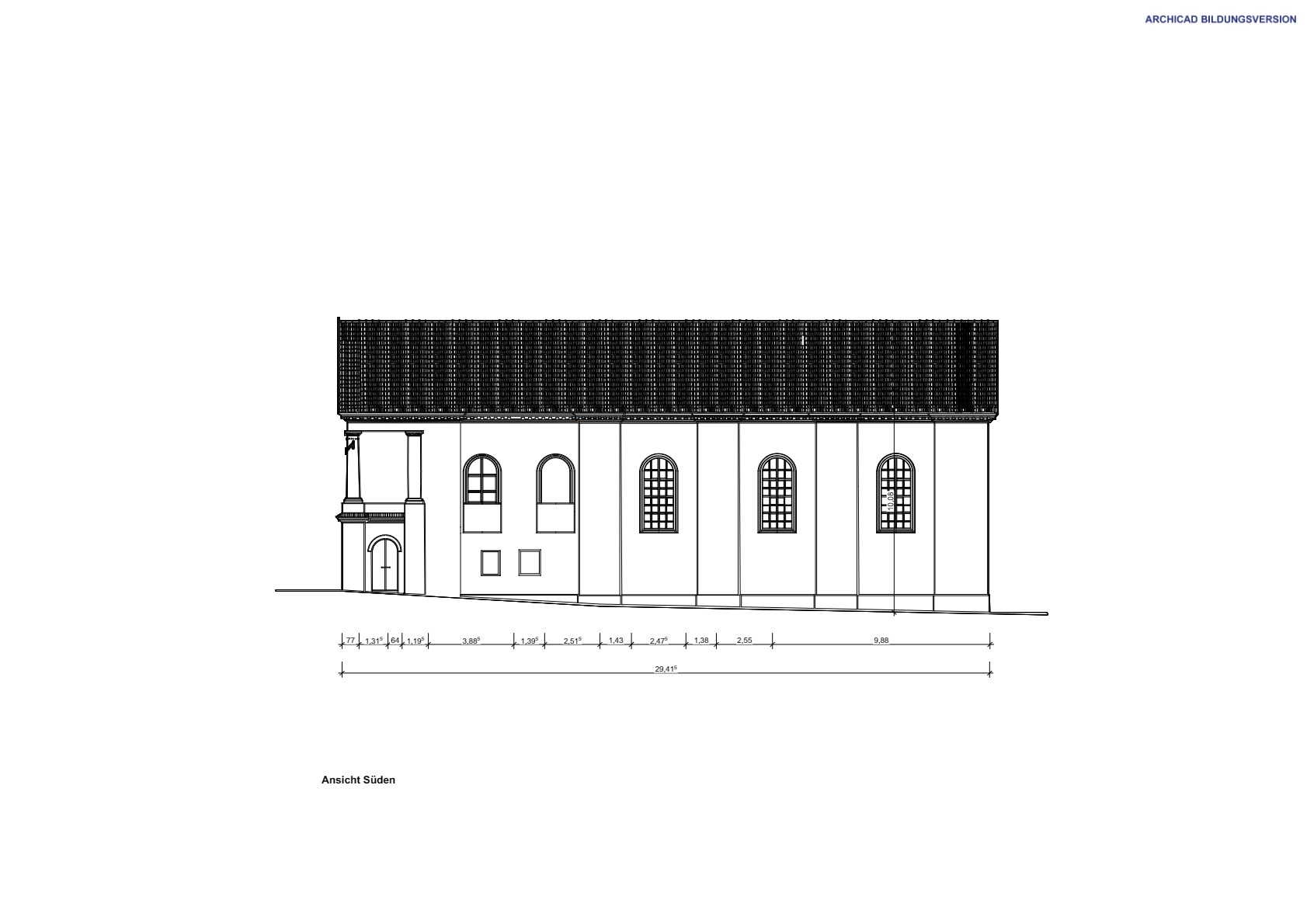
Reinzeichnung Ansicht Süden, 2023

Um 2010 wurden Erhaltungsarbeiten an der Ruine durchgeführt; das Gelände wurde vom Schutt bereinigt, die Mauern wurden gefestigt und der vordere Bereich bekam ein Dach.

## Beschreibung
Das Gebäude im Stil des Klassizismus bestand aus einem rechteckigen Hauptraum, dem Gebetsraum der Männer. Dieser lag fünf Stufen tiefer als die Umgebung. Dem waren, vermutlich seit 1714, im Westen zwei Räume vorgelagert. Seine Innenmaße betragen 16,20 m × 11,20 m. Dem Saal geht im Westen eine Vorhalle mit einem separaten Raum voraus, darüber befand sich eine offene Frauengalerie, die einst lediglich durch eine niedrige Brüstungsmauer vom Hauptgebetsraum getrennt war.
Davor ist, seit den Umbauten 1846 der Eingangsbereich mit den Eingangstüren und darüber ein Portikus mit vier Säulenpaaren. Hier befinden sich auch zwei symmetrisch angebrachte Treppenaufgänge zu den Frauenräumen.
Die Haupthalle hatte an den Seiten je drei hohe Rundbogenfenster sowie zwei weitere an der Ostwand. Zwischen diesen war ein hoch angebrachter Okulus. Weitere kleinere Fenster sind an den Seiten des Vestibüls.
Die Räume hatten eine flache Decke, die durch eine Beplankung über den Balken, die den darüber liegenden Dachraum befestigen, auf viertelkreisförmigen Leisten errichtet wurden.
Die Synagoge zeichnet ein Satteldach, welches mit dreieckigen Giebeln aus Bohlen bedeckt war.

### Innenausstattung
Im Inneren ist das Gebäude jetzt leer. Von der Bima ist nichts mehr vorhanden.

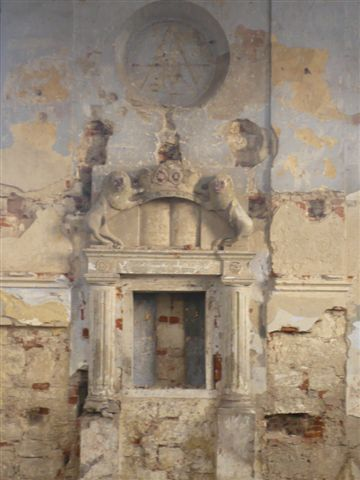
Toranische (2008)

An der Ostwand unterhalb des Okulus und zwischen den beiden Fenstern ist noch die Nische des steinernen Toraschreins erhalten. Er wird von zwei Säulen eingerahmt. Darüber richten sich zwei Löwen auf, die eine Krone halten. Dazwischen sind die Gesetzestafeln zu sehen.